# 太和桥街道
太和桥街道，是中华人民共和国山西省吕梁市汾阳市下辖的一个乡镇级行政单位。

## 行政区划
太和桥街道下辖以下地区：
幸福街社区、鼓楼北社区、胜利路社区、府学街社区、新开路社区、北关村、东北村、北关园村、籽城坊村、古庄村和曹兴庄村。